# Sinotruk Group
Sinotruk Group официально China National Heavy Duty Truck Group (кит. упр. 中国重型汽车集团有限公司, «Китайская национальная группа тяжелых грузовиков») — китайский государственный производитель грузовых автомобилей. Штаб-квартира расположена в городе Цзинань, административном центре провинции Шаньдун.

## История
Цзинаньский автомобильный завод был основан в 1956 году, в 1960 году он начал выпуск первого китайского тяжёлого грузовика JN150. В 1984 году Цзинаньский завод был объединён с несколькими другими производителями автомобилей и комплектующих под названием Heavy Duty Truck Industry Joint-Management Corporation («Корпорация совместного управления производством тяжёлых грузовиков»). В том же году было создано совместное предприятие с австрийским концерном Steyr-Daimler-Puch. В 1990 году название было сокращено до China Heavy Truck Group Corporation.
В 2000 году была проведена реорганизация группы, от неё были отделены заводы в Чунцине и провинции Шэньси, оставшиеся предприятия были подчинены China National Heavy Duty Truck Group Company Limited, формально зарегистрированной 28 мая 2001 года и полностью контролируемой правительством провинции Шаньдун. В 2003 году был куплен контрольный пакет акций компании, имевшей листинг на Шэньчжэньской фондовой бирже, она была переименована в Sinotruk Jinan Truck Company.
В 2004 году завод по производству двигателей Weichai был выделен в компанию Weichai Power, акции которой были размещены на Гонконгской фондовой бирже. В 2006 году Weichai Power была выведена из подчинения China National Heavy Duty Truck Group, её контролирующей организацией стал Комитет по управлению госимуществом провинции Шаньдун.
В 2007 году большая часть оставшихся активов группы была выделена в дочернюю компанию Sinotruk Hong Kong, акции которой также были размещены на Гонконгской фондовой бирже.
В 2007 году Sinotruk заявила о планах организовать совместное предприятие СП «HOWO-ZIL» с «АМО ЗИЛ» (Россия) по производству тяжёлых дизельных грузовиков марки «HOWO А5» и «HOWO А7» в России, однако проект не был реализован.
В 2009 году немецкий производитель грузовиков MAN купил 25 % + 1 акций китайской компании Sinotruk. Результатом сотрудничества стал выпуск новой линейки грузовой техники с кабиной MAN TGA — Sitrak.
В 2012 году Sinotruk с правительством штата Санта-Катарина (Бразилия) подписал протокол о намерениях построить завод в городе Лажис.
В октябре 2019 года Shandong Heavy Industry Group («Шаньдунская группа тяжёлой промышленности») стала контрольным акционером Sinotruk Group, приобретя 45 % акций.

## Деятельность
Sinotruk производит грузовые автомобили, полуприцепы, седельные тягачи, самосвалы, которые используются в различных отраслях, включая строительство, контейнерные перевозки, горнодобывающую промышленность. Помимо тяжёлых грузовиков, Sinotruk производит под брендом Howo и малотоннажные коммерческие автомобили, а также пикапы, различную автоспецтехнику. Кроме бренда Howo, группа использует торговые марки Sitrak, Steyr, Huanghe, Golden Prince, Ho Han, Wangpai,Fulo. Также выпускаются кроссоверы под брендом VGV.
Sinotruk имеет совместное предприятие с компанией Dysin Automobiles в Пакистане и Нигерии.

## Дочерние компании
Группа включает ряд дочерних компаний по производству готовых автомобилей (Jinan Truck Co., Ltd., Jinan Commercial Vehicle Co., Ltd., Jining Commercial Vehicle Co., Ltd. и Light Truck Division); производству двигателей (Jinan Power Co., Ltd. и Hangzhou Engine Co., Ltd.); осей (Jinan Axle Co., Ltd.); коробок передач (Jinan Transmission Business Unit и Datong Gear Co., Ltd).
China Sunotruk International Co., Ltd. осуществляет экспорт продукции.